# 知识地图
知识地图（英語：Knowledge Map，简称KM）是运用信息可视化的方法实现的知识（包括显性知识和隐性知识）导航系统。「知识地图」最早是情报学家B.C·布鲁克斯（B.COM.Brooks）在其重要著作《情报学基础》中正式提出，他指的知识是人类客观知识，他认为人类的知识结构可以绘制成以各个知识单元概念为结点的学科认识地图，但他并未描述知识地图的具体实现技术。
也有学者提出结构化知识系统（英语：Structured Knowledge System，简称SKS）的概念，实质内容与知识地图类似，但要求「知识」必须是「具有标准格式、制式内容、固定结构和外显知识的文件内容」。
知识地图是实现知识管理的重要手段。一份完整的知识地图需要提供知识的存量、分类、结构层级、功能、查询路径等，还必须揭示知识资源在组织内部外部相关链接和特征。